# Rouslan Khasboulatov
 (septembre 2010).
Si vous disposez d'ouvrages ou d'articles de référence ou si vous connaissez des sites web de qualité traitant du thème abordé ici, merci de compléter l'article en donnant les références utiles à sa vérifiabilité et en les liant à la section « Notes et références ».
Rouslan  Khasboulatov (en tchétchène : Хасболтера Руслан ; en russe : Русла́н Хасбула́тов), né le 22 novembre 1942 à Grozny (république socialiste soviétique autonome de Tchétchénie-Ingouchie) et mort le 3 janvier 2023 près de Moscou, est un homme politique russe. Il a été notamment président du Parlement russe.

## Biographie
Né en Tchétchénie, à la suite de la déportation des Tchétchènes sur ordre de Staline, Rouslan Khasboulatov passa son enfance et sa jeunesse au Kazakhstan.
Il arriva à Moscou en 1962 et, en 1966, fréquenta la faculté de droit (ru) de l'université d'État de Moscou dont il sortit diplômé en 1970. À partir de 1978 il enseigna à l'Institut d'économie Plekhanov de Moscou.
En 1980, il obtint avec succès un doctorat d'économie de l'université d'État de Moscou.
Khasboulatov fut au cœur de la crise constitutionnelle russe de 1993.
Rouslan Khasboulatov commence sa carrière politique aux côtés de Boris Eltsine en 1987 et devient président du Soviet suprême de la République socialiste fédérative soviétique de Russie (la RSFSR) puis de la fédération de Russie, après la dislocation de l'Union soviétique.
Lors de la crise constitutionnelle russe de 1993, Khasboulatov est toujours président du Soviet suprême qui est en guerre ouverte avec le président Eltsine. Le dernier acte politique de la crise se joue en septembre lorsque Eltsine fait bombarder le Parlement. En réponse, Khasboulatov et les députés tentent de démettre le président en le remplaçant par son ancien vice-président Alexandre Routskoï.
Khasboulatov, avec d'autres députés, contestant la légitimité du président dans le bâtiment du Soviet suprême encerclé, puis bombardé, par l'armée. Lors de l'assaut mené par les forces de sécurité, Khasboulatov et les insurgés sont arrêtés et incarcérés à la prison de Lefortovo.
En 1994, le nouveau parlement appelé Douma d'État adopte une loi d'amnistie en faveur des députés insurgés et Khasboulatov reprend sa carrière initiale de professeur d'économie. Il est à ce titre fondateur et président du département d'économie internationale à l'université russe d'économie Plekhanov.
Il meurt le 3 janvier 2023 à son domicile dans la banlieue de Moscou.

## Médias

### Cinéma
- Trois jours en août (ru) (1992), il est interprété par Igor Demourov.
- Eltsine, trois jours en août (en) (2011), il est interprété par Samvel Moujikian (ru).

## Note et référence

### Note
1. ↑  Président du Soviet suprême de la RSFS de Russie jusqu'au 16 mai 1992.

### Référence
1. ↑  Le Figaro avec AFP, « Russie : mort de l'ancien président du Parlement russe Rouslan Khasbulatov », sur lefigaro.fr, 3 janvier 2023